# Gouania tiliifolia
Gouania tiliifolia là một loài thực vật có hoa trong họ Táo. Loài này được Lam. mô tả khoa học đầu tiên năm 1789.